# Irena Cristalis
Irena Cristalis (* 1959) je nizozemská novinářka a fotografka.

## Životopis
Od poloviny 80. let 20. století pracuje v Asii. Od poloviny 90. let pracovala pro mezinárodní média jako BBC, The Economist a Radio Netherlands z Východního Timoru, který okupovala Indonésie a nezávislý je od roku 2002. V roce 2007 žila v Indii v Dillí.
Dne 30. srpna 2019 ocenil Francisco Guterres, prezident nyní nezávislého Východního Timoru Irenu Cristalis medailí Řád Východního Timoru.

## Publikace
- Bitter dawn: East Timor, a people's story, 2002.
- Independent women: the story of women's activism in East Timor, 2005, spoluautorky: Catherine Scott a Ximena Andrade.
- Perempuan merdeka: kisah aktivisme kaum perempuan di Timor Leste, 2007.
- East Timor – A Nation's Bitter Dawn, 2009, ISBN 9781848130135.
- Feast!: stories on food and love, 2019, spoluautoři: Swee Fong Wong a další.